# Sorcy-Saint-Martin
Pour l’article homonyme, voir Sorcy-Bauthémont.
Sorcy-Saint-Martin est une commune française située dans le département de la Meuse, en région Grand Est.

## Géographie

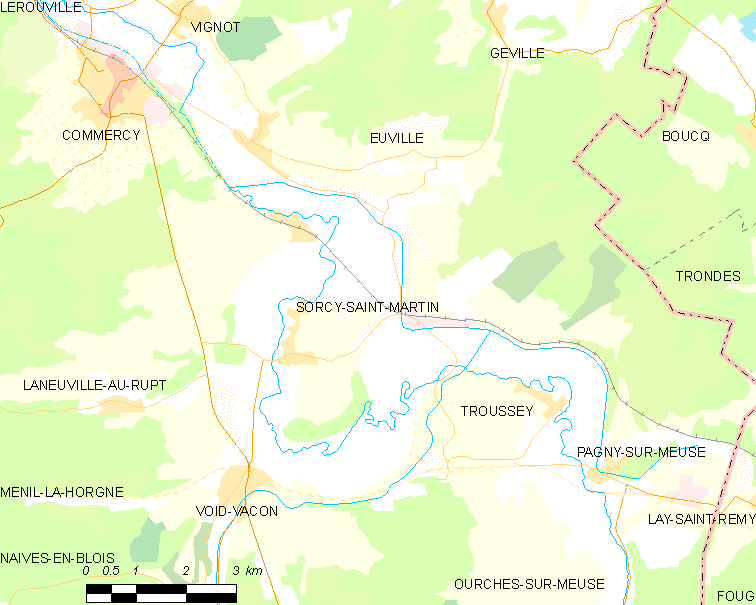
Carte de la commune.
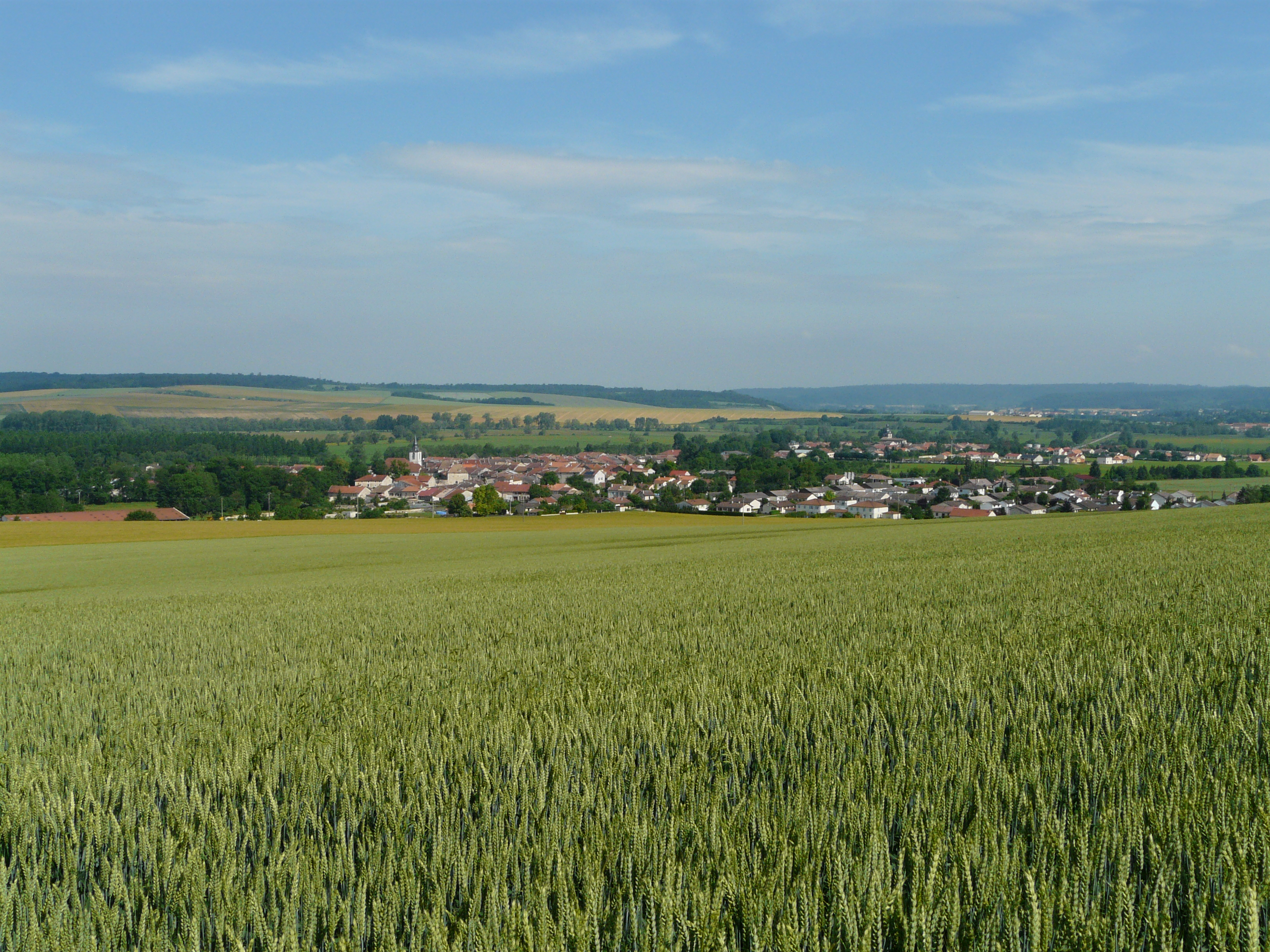
Vue du village depuis la colline de Châtel-Saint-Jean.
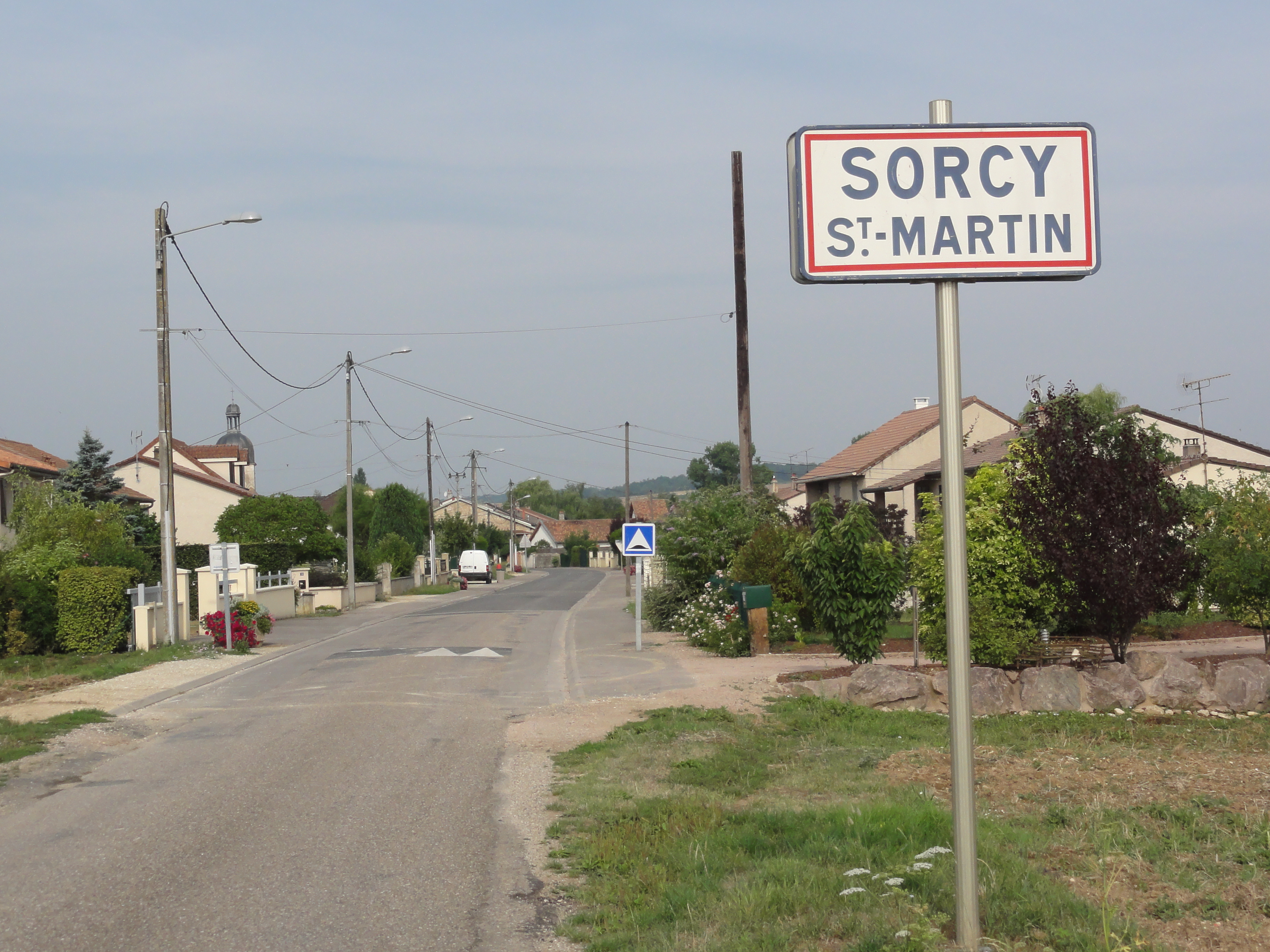
Entrée de Sorcy-Saint-Martin par le chemin des Quemines.

### Hydrographie
La commune est dans le bassin versant de la Meuse au sein du bassin Rhin-Meuse. Elle est drainée par la Meuse, le canal de l'Est Branche-Nord, le canal de la Marne au Rhin, le ruisseau de Frasne, le canal du Moulin, le Rupt de Laneuville et le ruisseau la Meholle,.
La Meuse, d'une longueur de 486 km, est un fleuve européen qui prend sa source en France, dans la commune du Châtelet-sur-Meuse, à 409 mètres d'altitude, et se jette dans la mer du Nord après un cours long d'approximativement 950 kilomètres traversant la France, la Belgique et les Pays-Bas. Les caractéristiques hydrologiques de la Meuse sont données par la station hydrologique située sur la commune de Troussey. Le débit moyen mensuel est de 21,5 m3/s. Le débit moyen journalier maximum est de 303 m3/s, atteint lors de la crue du 20 janvier 2018. Le débit instantané maximal est quant à lui de 366 m3/s, atteint le même jour.
Le canal de l'Est Branche-Nord, d'une longueur de 141 km, est un chenal et un cours d'eau naturel navigable qui relie Givet à Troussey, où il rejoint le canal de la Marne au Rhin. 
Le canal de la Marne au Rhin, long de 293 km et 178 écluses à l'origine, relie la Marne (à Vitry-le-François) au Rhin (à Strasbourg). Par le canal latéral de la Marne, il est connecté au réseau navigable de la Seine vers l'Île-de-France et la Normandie. 

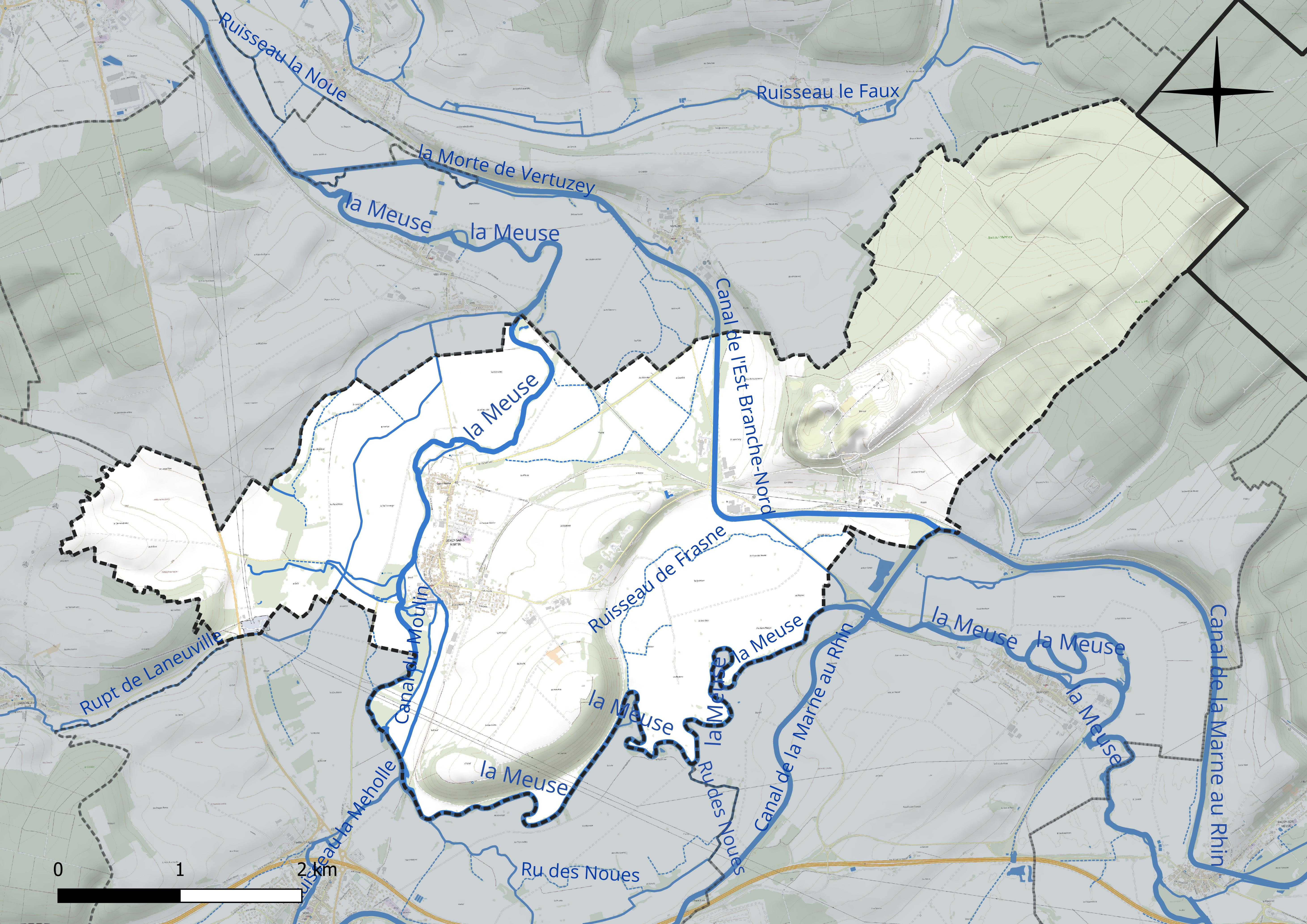
Réseau hydrographique de Sorcy-Saint-Martin.

### Climat
Pour des articles plus généraux, voir Climat du Grand Est et Climat de la Meuse.
En 2010, le climat de la commune est de type climat des marges montargnardes, selon une étude du Centre national de la recherche scientifique s'appuyant sur une série de données couvrant la période 1971-2000. En 2020, Météo-France publie une typologie des climats de la France métropolitaine dans laquelle la commune est exposée à un climat océanique altéré et est dans la région climatique  Lorraine, plateau de Langres, Morvan, caractérisée par un hiver rude (1,5 °C), des vents modérés et des brouillards fréquents en automne et hiver. 
Pour la période 1971-2000, la température annuelle moyenne est de 9,7 °C, avec une amplitude thermique annuelle de 16,5 °C. Le cumul annuel moyen de précipitations est de 933 mm, avec 13,5 jours de précipitations en janvier et 9,2 jours en juillet. Pour la période 1991-2020, la température moyenne annuelle observée sur la station météorologique de Météo-France la plus proche, « Erneville aux Bois_sapc », sur la commune d'Erneville-aux-Bois à 16 km à vol d'oiseau, est de 9,9 °C et le cumul annuel moyen de précipitations est de 1 021,5 mm. 
La température maximale relevée sur cette station est de 39,4 °C, atteinte le 25 juillet 2019 ; la température minimale est de −24,2 °C, atteinte le 18 février 1956,,. 
Les paramètres climatiques de la commune ont été estimés pour le milieu du siècle (2041-2070) selon différents scénarios d'émission de gaz à effet de serre à partir des nouvelles projections climatiques de référence DRIAS-2020. Ils sont consultables sur un site dédié publié par Météo-France en novembre 2022.

## Urbanisme

### Typologie
Au 1er janvier 2024, Sorcy-Saint-Martin est catégorisée commune rurale à habitat dispersé, selon la nouvelle grille communale de densité à sept niveaux définie par l'Insee en 2022.
Elle est située hors unité urbaine. Par ailleurs la commune fait partie de l'aire d'attraction de Commercy, dont elle est une commune de la couronne,. Cette aire, qui regroupe 19 communes, est catégorisée dans les aires de moins de 50 000 habitants,.

### Occupation des sols
L'occupation des sols de la commune, telle qu'elle ressort de la base de données européenne d’occupation biophysique des sols Corine Land Cover (CLC), est marquée par l'importance des territoires agricoles (61,2 % en 2018), une proportion sensiblement équivalente à celle de 1990 (61,4 %). La répartition détaillée en 2018 est la suivante : 
prairies (33,7 %), forêts (28 %), terres arables (24,2 %), mines, décharges et chantiers (7,5 %), zones agricoles hétérogènes (3,3 %), zones urbanisées (2,2 %), milieux à végétation arbustive et/ou herbacée (1,2 %). L'évolution de l’occupation des sols de la commune et de ses infrastructures peut être observée sur les différentes représentations cartographiques du territoire : la carte de Cassini (XVIIIe siècle), la carte d'état-major (1820-1866) et les cartes ou photos aériennes de l'IGN pour la période actuelle (1950 à aujourd'hui).

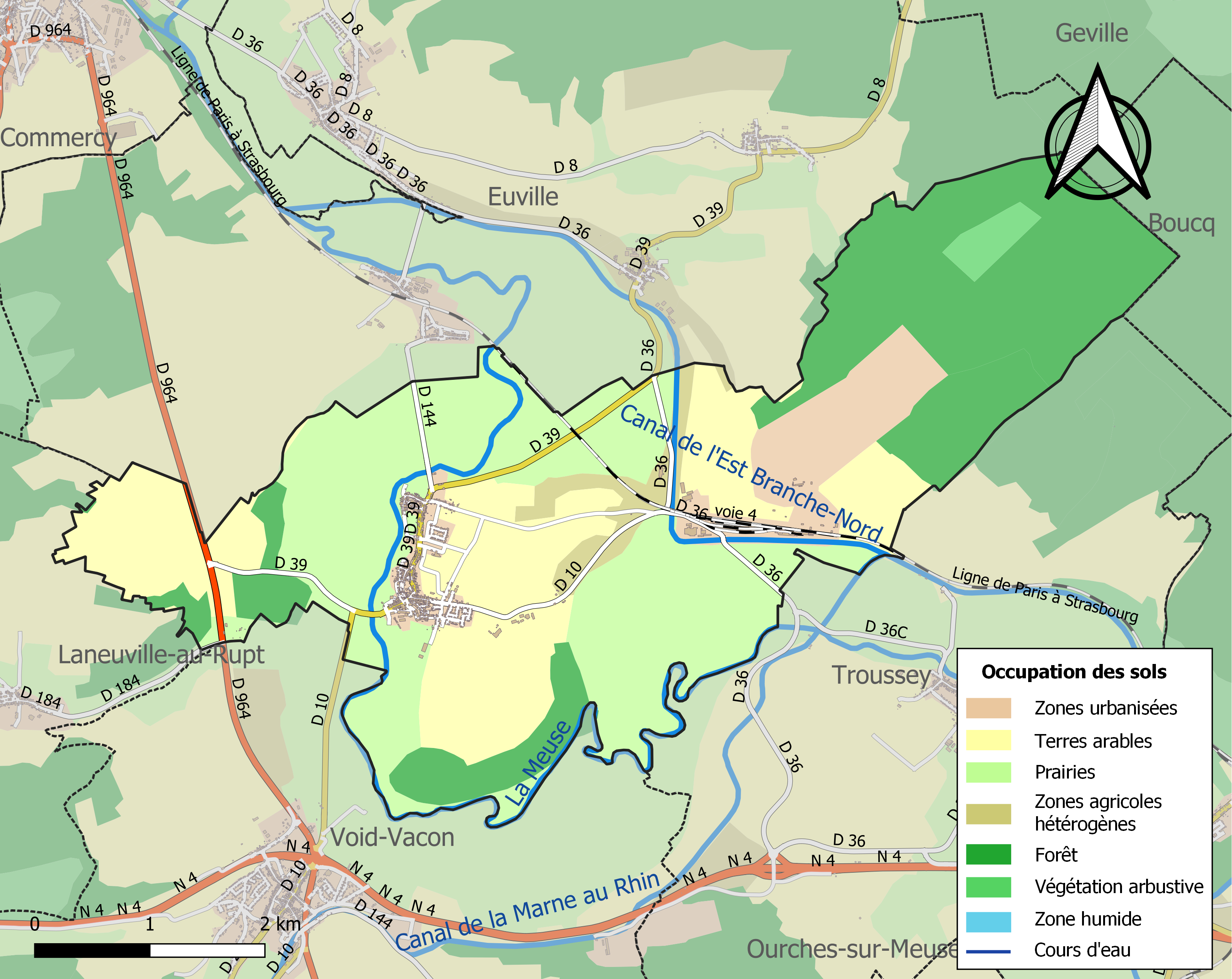
Carte des infrastructures et de l'occupation des sols de la commune en 2018 (CLC).

## Hydrographie
Sorcy-Saint-Martin se situe sur les rives de la Meuse, là où la Meuse fait un grand boucle en demi-cercle. Ce méandre de Sorcy-Saint-Martin contourne la colline de Châtel-Saint-Jean. La commune est traversée également par le canal de l'Est, qui débouche à la limite de la commune dans le canal de la Marne au Rhin. Une petite rivière, Rupt de Laneuville, débouche à Sorcy dans la Meuse. Le ruisseau de Frasne coule entre le canal et la Meuse presque entièrement sur le territoire de la commune.

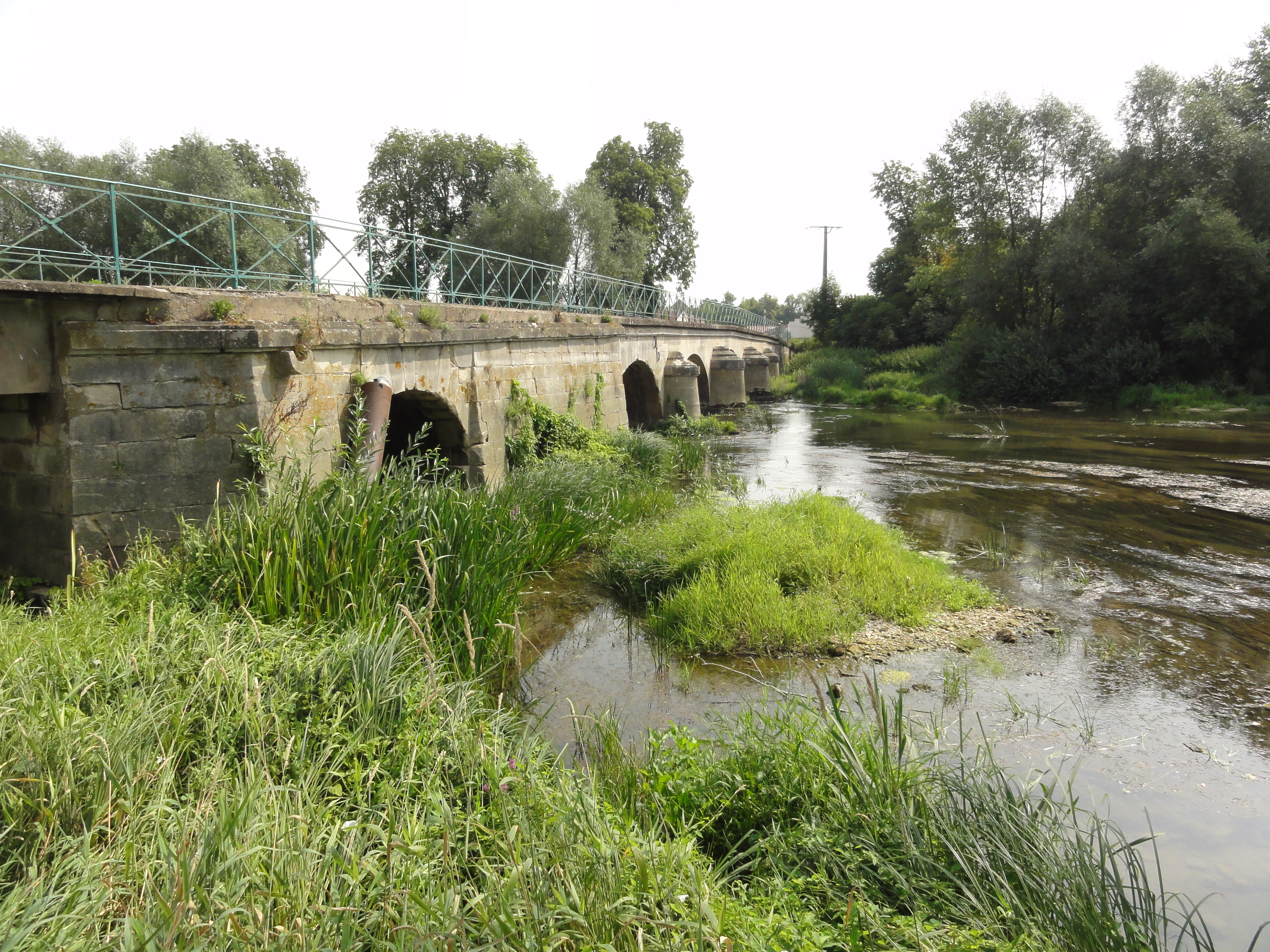
Pont sur la Meuse.
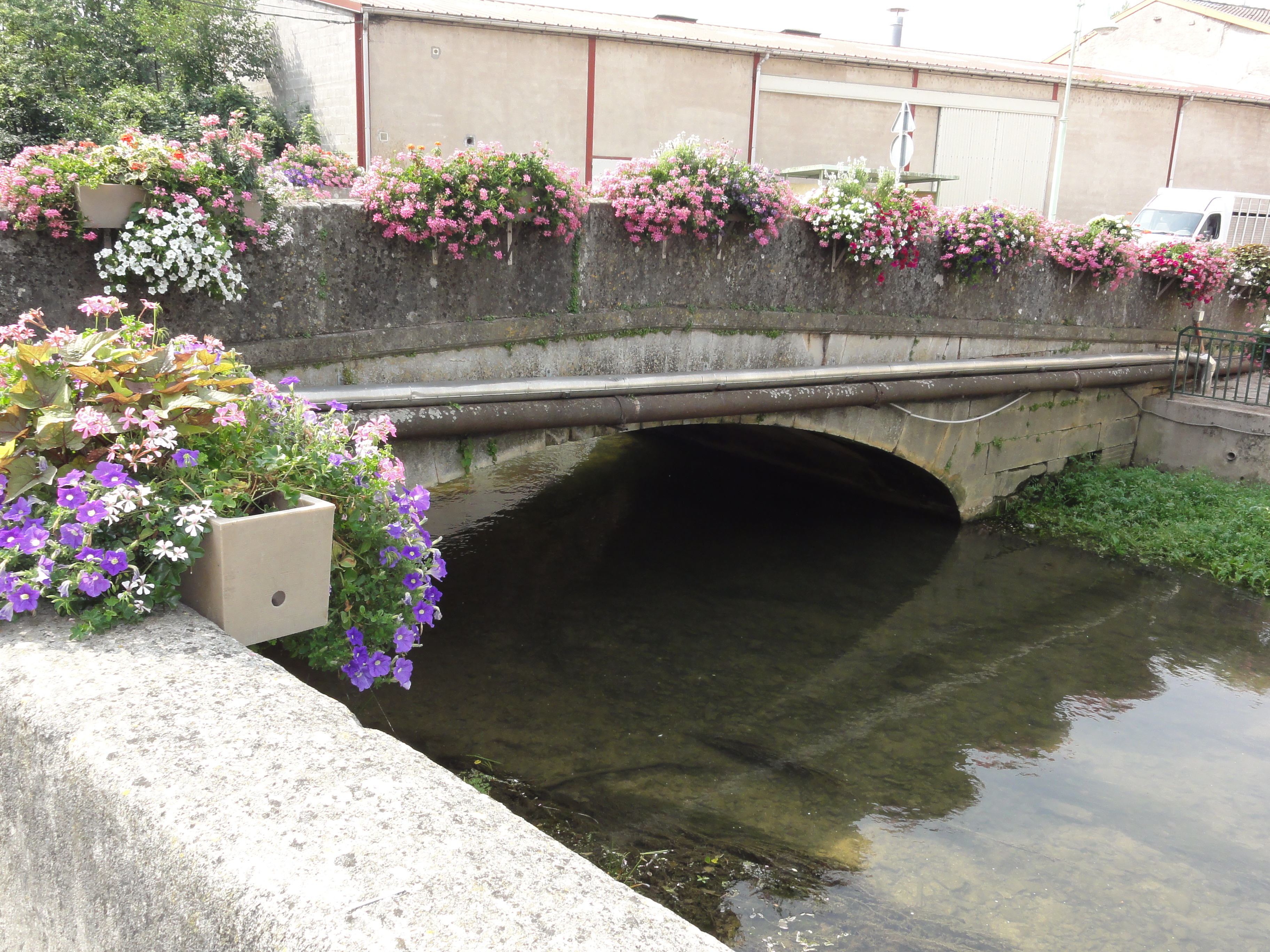
Pont sur le petit bras de la Meuse.
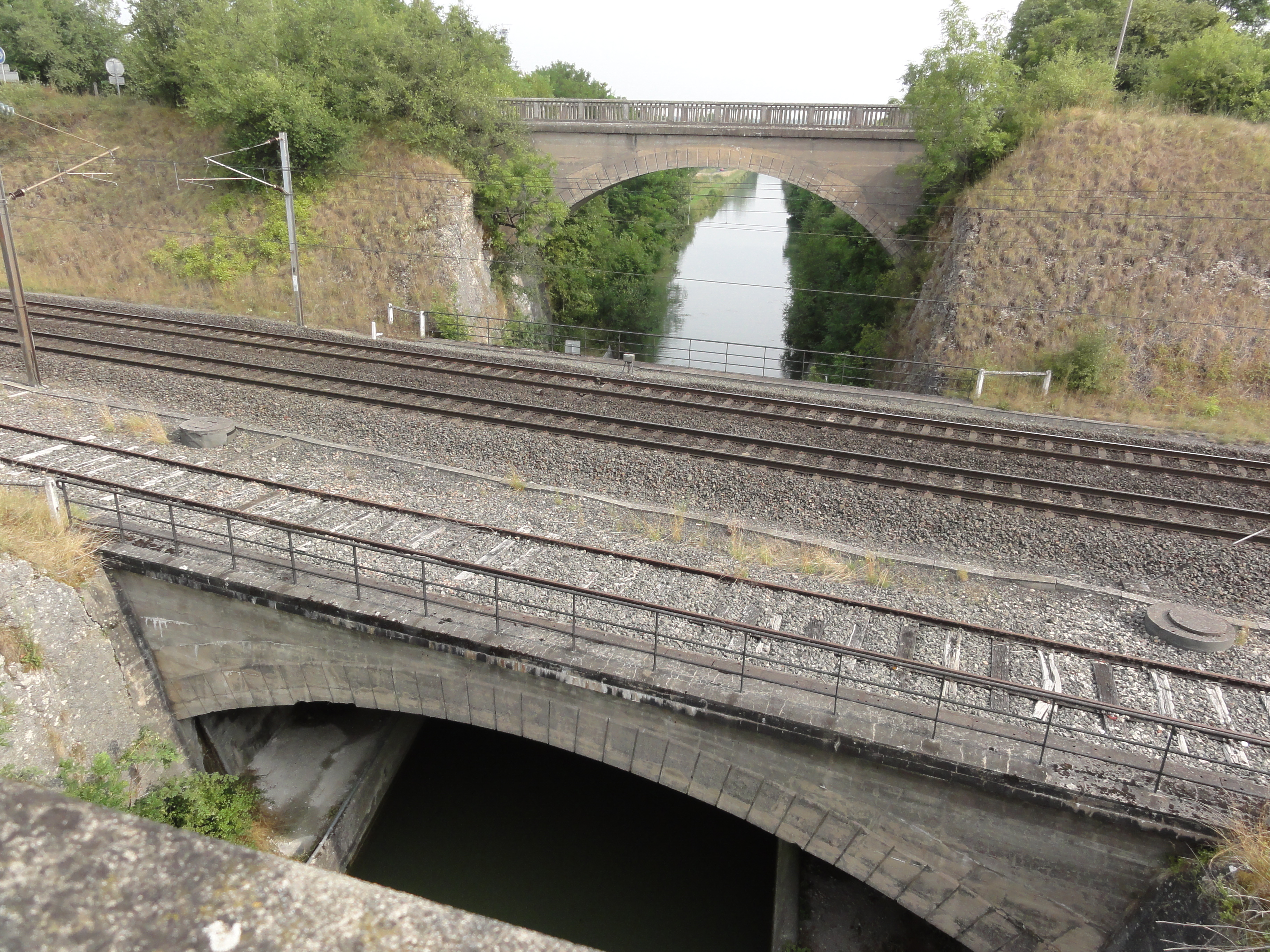
Canal de l'Est avec trois ponts.
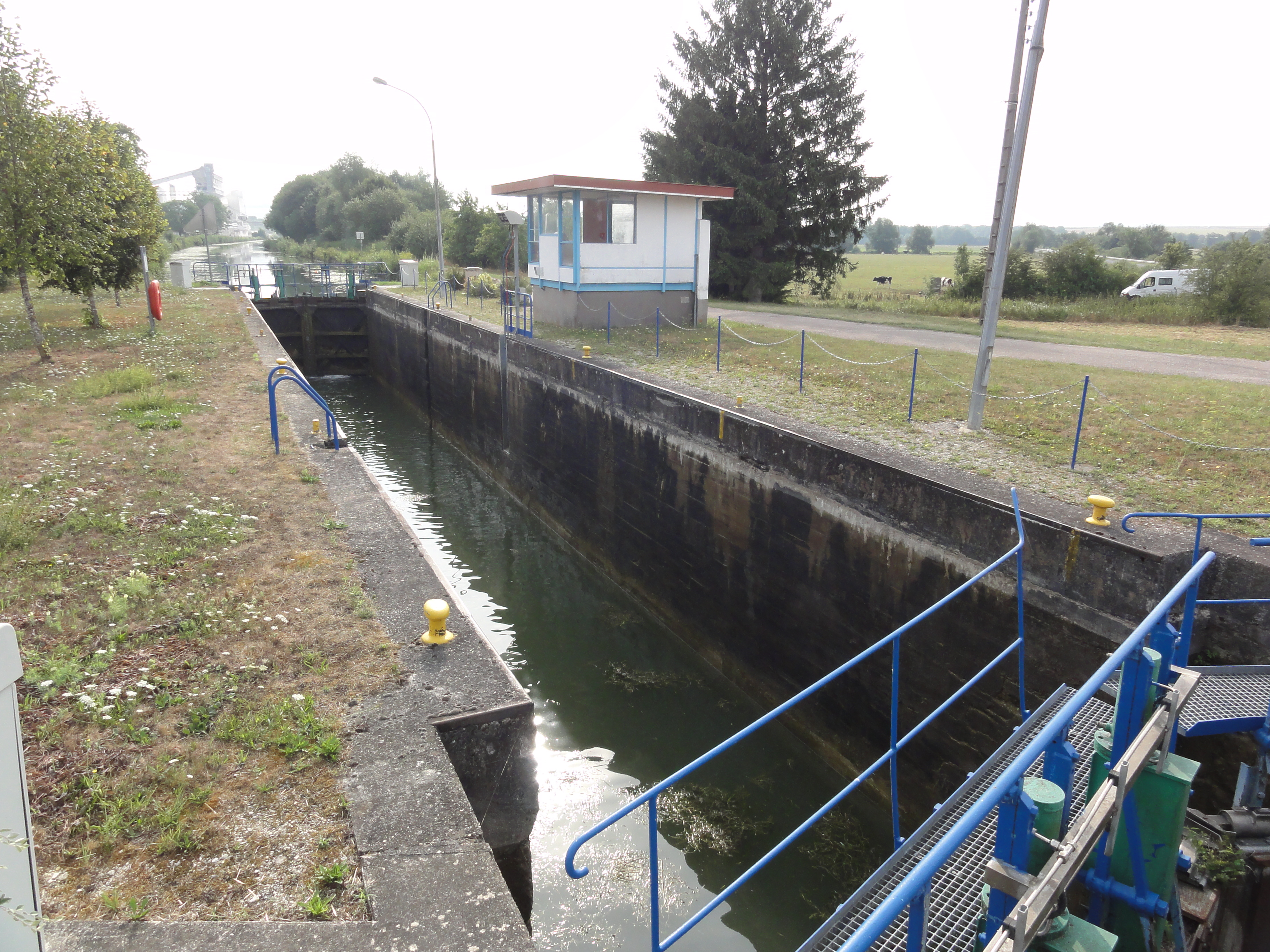
Canal de l'Est écluse nr 3 de Frâsnes.

## Toponymie
Sorcy est attesté sous les formes Sauriciaco (époque mérovingienne) ; Sortcacus ou Soricacus (995) ; Castrum-Sorciacum (1033) ; Sorceyum (1060) ; Sorceium (1103) ; Sorcey (1248) ; Sorcei (1270) ; Sorceyum-Castrum (1402).

Saint-Martin, un ancien hameau de la commune, est attesté sous les formes Sanctus-Martinus (870) ; Abbatia Sancti-Martini super fluvium Mosam (968) ; Sanctus-Martinus de Sorceyo (1402) ; Dom Martin (1745) ; Sorcy-Saint-Martin après la réunion des deux bourgs.

Saint-Martin et un hagiotoponyme qui fait référence l'église Saint-Martin, ancienne église de l'abbaye bénédictine fondée au IXe siècle appartenant à l'évêché de Toul. Elle portait alors le nom de Sainte Marie aux Bois avant d'avoir Saint Martin comme patron.

## Histoire
À l'époque gallo-romaine, Sorcy est une petite agglomération (vicus) avec un sanctuaire. Un oppidum y contrôlait la voie romaine joignant Reims à Toul.  Une abbaye, l'abbaye de Saint-Martin-sur-Meuse, existait déjà au IXe siècle.

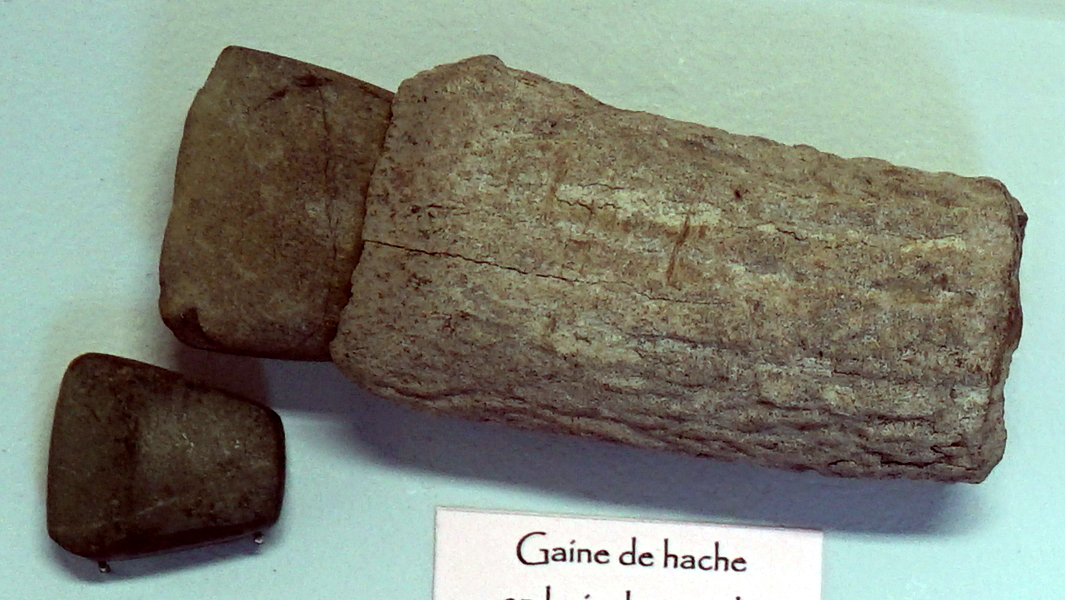
Hache en pierre polie,
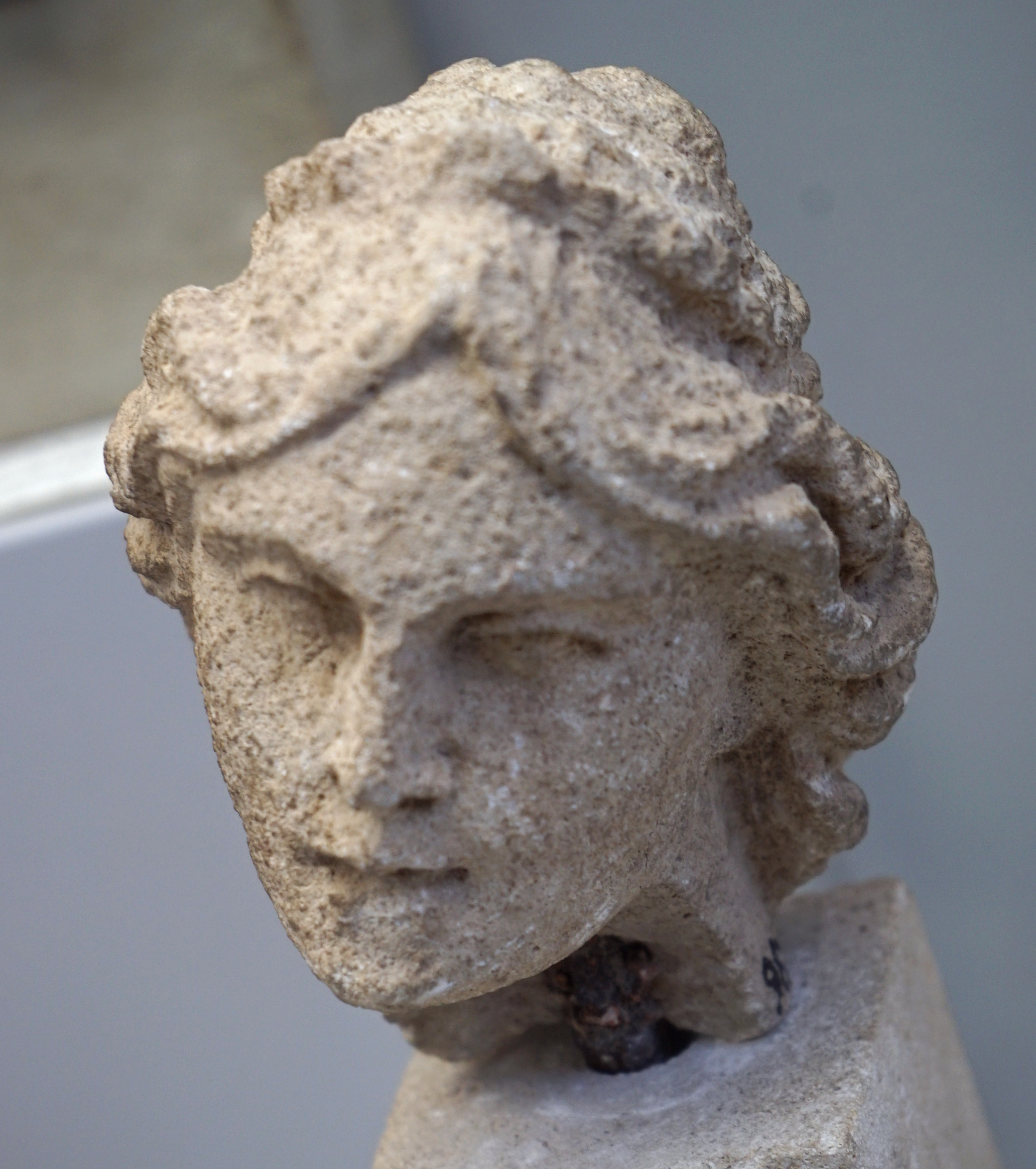
tête d'Apollon et
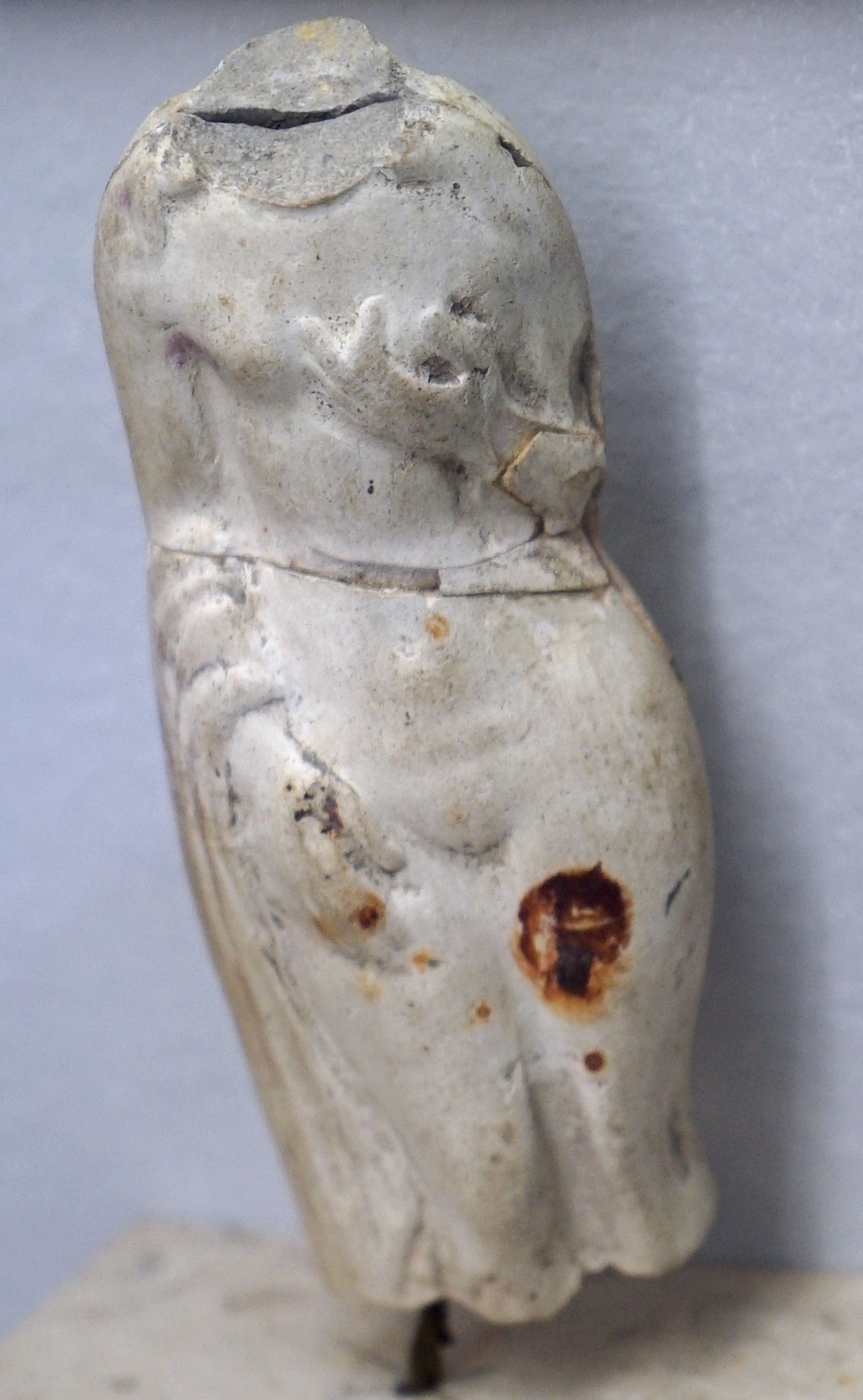
Vénus,
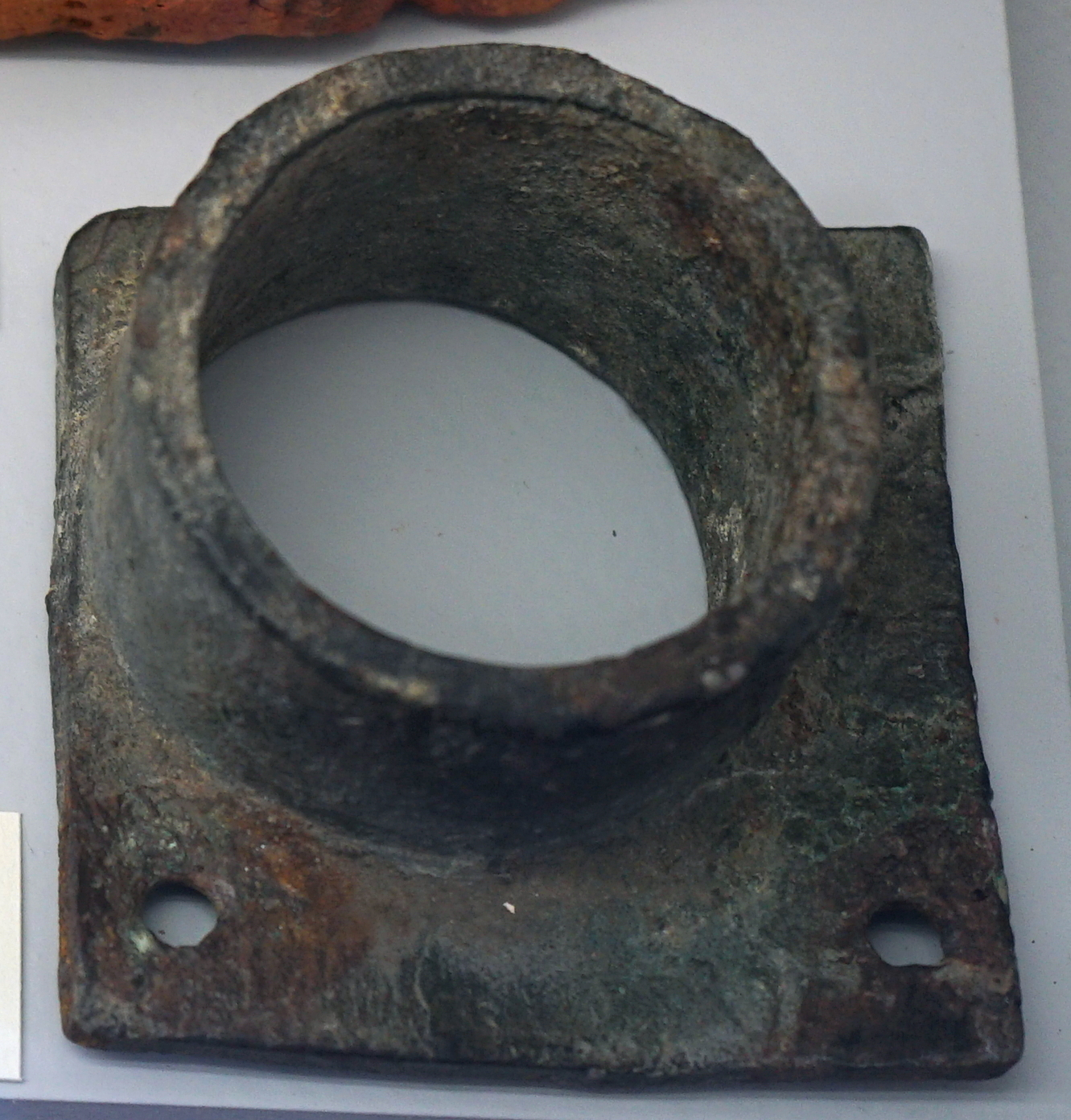
raccord de canalisation en bronze
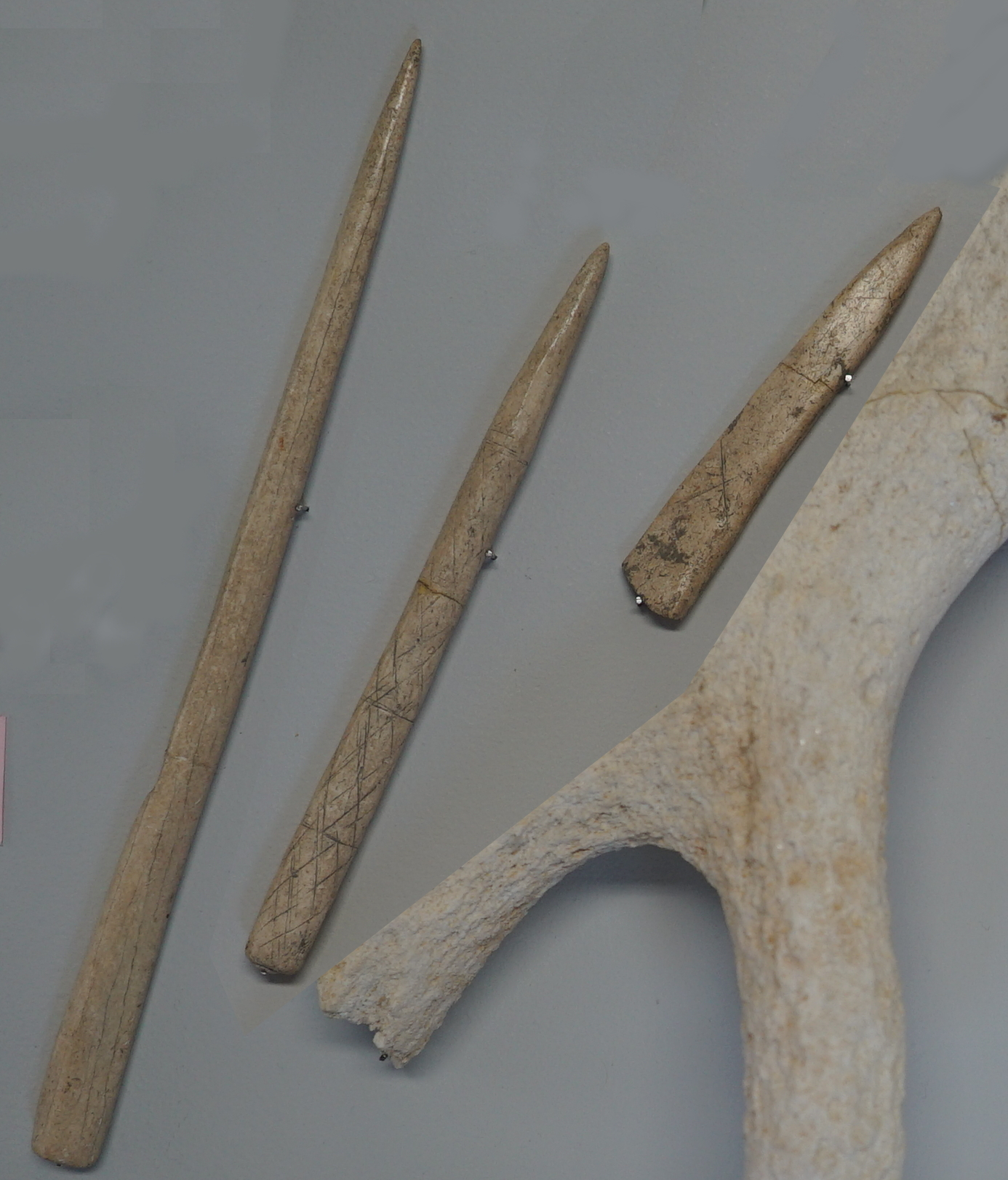
Poinçons du Musée d'art et d'histoire de Toul.

Le village primitif de Sorcy était situé en hauteur sur la colline Saint-Jean (appelée aussi côte des vignes par les villageois). C'est vers le Xe siècle que celui-ci s'établit à son endroit actuel par l'édification du château auquel vinrent se greffer au cours des siècles des maisons, des fermes, des moulins, un couvent, un hôpital, etc. faisant de Sorcy une des plus importantes seigneuries de la région puisqu'elle compta jusqu'à 3600 habitants.
Les premiers seigneurs de Sorcy furent la famille du même nom (le nom le plus ancien apparaissant dans les archives est Odet ou Eudes de Sorcy vers 1050), famille qui s'éteignit faute de descendance en 1427 à la mort de Joffroy de Sorcy. C'est Colin de Verdun, un neveu de celui-ci, qui hérite, mais, pour avoir voulu vendre sans l'aval de son suzerain le cardinal de Bar, la seigneurie lui sera aussitôt confisquée et revendue à Robert de Baudricourt, maréchal de France et gouverneur de Vaucouleurs. À sa mort, son fils Jean en héritera et le conservera jusqu'en 1495 où il la céda à Jacques et Antoine du Châtelet contre la seigneurie de Vignory près de Blois. Cette célèbre famille, branche puînée des ducs de Lorraine, conservera la seigneurie jusqu’en 1591. C'est pendant cette période, le 29 août 1535, que Jacques du Châtelet fit don de la chapelle castrale pour la transformer en église paroissiale.
La seigneurie de Sorcy passe à la maison de Choiseul par le mariage du Christine du Châtelet avec Maximilien 1er de Choiseul-Meuse le 10 décembre 1591. En janvier 1701, la seigneurie de Sorcy est érigée en comté, mais le titulaire meurt le 10 mai ; le titre sera confirmé en janvier 1721. Les Choiseul conserveront Sorcy jusqu’en 1777, date à laquelle Maximilien Claude Joseph et son frère François Joseph de Choiseul, pour payer leurs dettes, cédèrent le comté à Pierre Randon de Pommery. Ce dernier ne resta que 10 ans à Sorcy où il vécut au Petit Château qu’il aménagea à grands frais en tapisseries, cabinets, garde-robe, aujourd’hui encore conservés. Le dernier seigneur et comte de Sorcy fut Isaac de Thellusson, fils d'un banquier genevois. Cette seigneurie étendue compta jusqu'à cinq châteaux (le Gros Château, le Petit Château, le château Emi, le château Bas et le château Saint-Vincent), deux couvents et un hôpital.

### Les gares
Trois gares se sont succédé sur la commune de Sorcy-Saint-Martin :
- une première gare, construite dans les années 1850, le long de la ligne de Paris à Strasbourg ;
- une halte, plus proche du centre de Sorcy, construite dans les années 1890, sur la ligne de Jessains à Sorcy ;
- une seconde gare, en remplacement de la première, construite dans les années 1890 à la jonction des deux lignes.

Le site d'implantation de la première gare était quasiment le même que la seconde ; il s'agit d'une gare de type 5 ; ce bâtiment a été démoli au profit de la seconde gare, mieux implantée à la jonction des deux lignes. Ce second bâtiment est une gare de type C tardif, comme toutes les gares principales de la ligne de Jessains à Sorcy. Ce dernier a été démoli en 2015.
La halte se trouvait plus près du centre, mais était uniquement desservie par la ligne secondaire vers Jessains. Son bâtiment était plus modeste (une halte de type A). Il existe toujours.
Une maison a été réalisée en ré-employant de nombreuses pierres de taille de la première gare, démolie dans les années 1890.

## Politique et administration

### Liste des maires
| Période                                  | Période      | Identité         | Étiquette | Qualité |
| ---------------------------------------- | ------------ | ---------------- | --------- | ------- |
| Les données manquantes sont à compléter. |              |                  |           |         |
| avant 1995                               | mars 2008    | Henri Theuveny   | DVD       |         |
| mars 2008                                | 4 avril 2014 | Michèle Poussing | DVD       |         |
| 4 avril 2014                             | mai 2020     | Robert Deloge    |           |         |
| mai 2020                                 | En cours     | Franck Martin    | DVG       |         |

## Population et société

### Démographie
L'évolution du nombre d'habitants est connue à travers les recensements de la population effectués dans la commune depuis 1793. Pour les communes de moins de 10 000 habitants, une enquête de recensement portant sur toute la population est réalisée tous les cinq ans, les populations de référence des années intermédiaires étant quant à elles estimées par interpolation ou extrapolation. Pour la commune, le premier recensement exhaustif entrant dans le cadre du nouveau dispositif a été réalisé en 2005.

En 2022, la commune comptait 1 044 habitants, en évolution de −5,18 % par rapport à 2016 (Meuse : −4,4 %, France hors Mayotte : +2,11 %).
| 1793  | 1800  | 1806  | 1821  | 1831  | 1836  | 1841  | 1846  | 1851  |
| ----- | ----- | ----- | ----- | ----- | ----- | ----- | ----- | ----- |
| 1 720 | 1 777 | 1 795 | 1 602 | 1 634 | 1 595 | 1 489 | 1 447 | 1 489 |

| 1856  | 1861  | 1866  | 1872  | 1876  | 1881  | 1886  | 1891  | 1896  |
| ----- | ----- | ----- | ----- | ----- | ----- | ----- | ----- | ----- |
| 1 273 | 1 299 | 1 275 | 1 162 | 1 254 | 1 220 | 1 170 | 1 415 | 1 169 |

| 1901  | 1906  | 1911  | 1921  | 1926  | 1931  | 1936  | 1946  | 1954  |
| ----- | ----- | ----- | ----- | ----- | ----- | ----- | ----- | ----- |
| 1 089 | 1 063 | 1 167 | 1 183 | 1 313 | 1 295 | 1 272 | 1 179 | 1 176 |

| 1962  | 1968  | 1975  | 1982  | 1990 | 1999 | 2005 | 2006  | 2010  |
| ----- | ----- | ----- | ----- | ---- | ---- | ---- | ----- | ----- |
| 1 246 | 1 161 | 1 018 | 1 027 | 994  | 953  | 997  | 1 001 | 1 005 |

| 2015  | 2020  | 2022  | - | - | - | - | - | - |
| ----- | ----- | ----- | - | - | - | - | - | - |
| 1 090 | 1 047 | 1 044 | - | - | - | - | - | - |

## Culture locale et patrimoine

### Lieux et monuments

#### Églises et chapelle
- L'église Saint-Martin de Sorcy-Saint-Martin, à Saint-Martin, ancienne église de l'abbaye bénédictine fondée au IXe siècle, édifice classé au titre des monuments historiques depuis 1995[32].
- L'église Saint-Rémi de Sorcy-Saint-Martin, située sur une nécropole du IXe siècle, reconstruite au XVIIIe siècle à Sorcy-village, possède une tour carrée coiffée d'un dôme octogonal avec clocheton.
- La chapelle du Chana, à l'ouest du village.

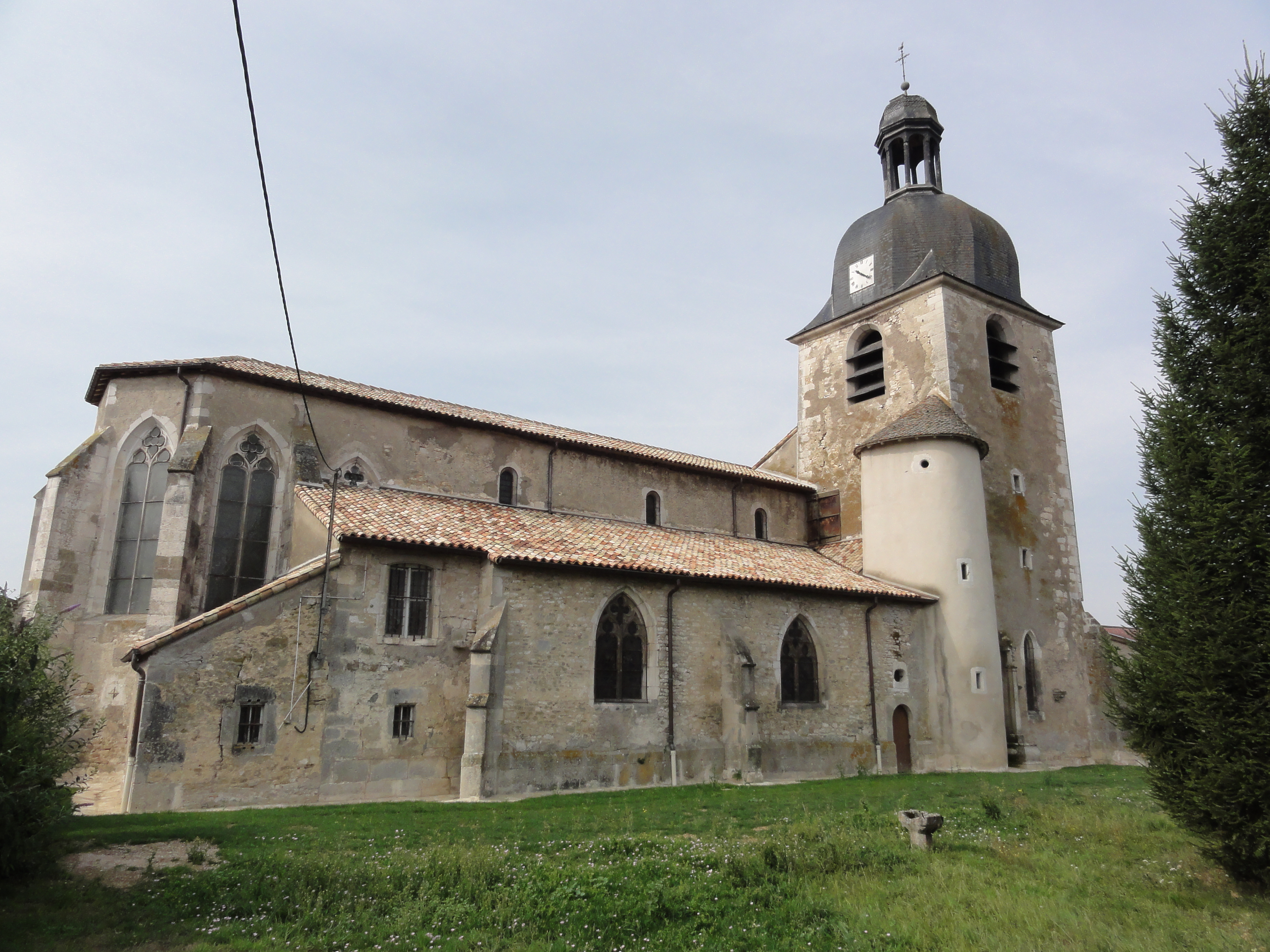
Église Saint-Martin.
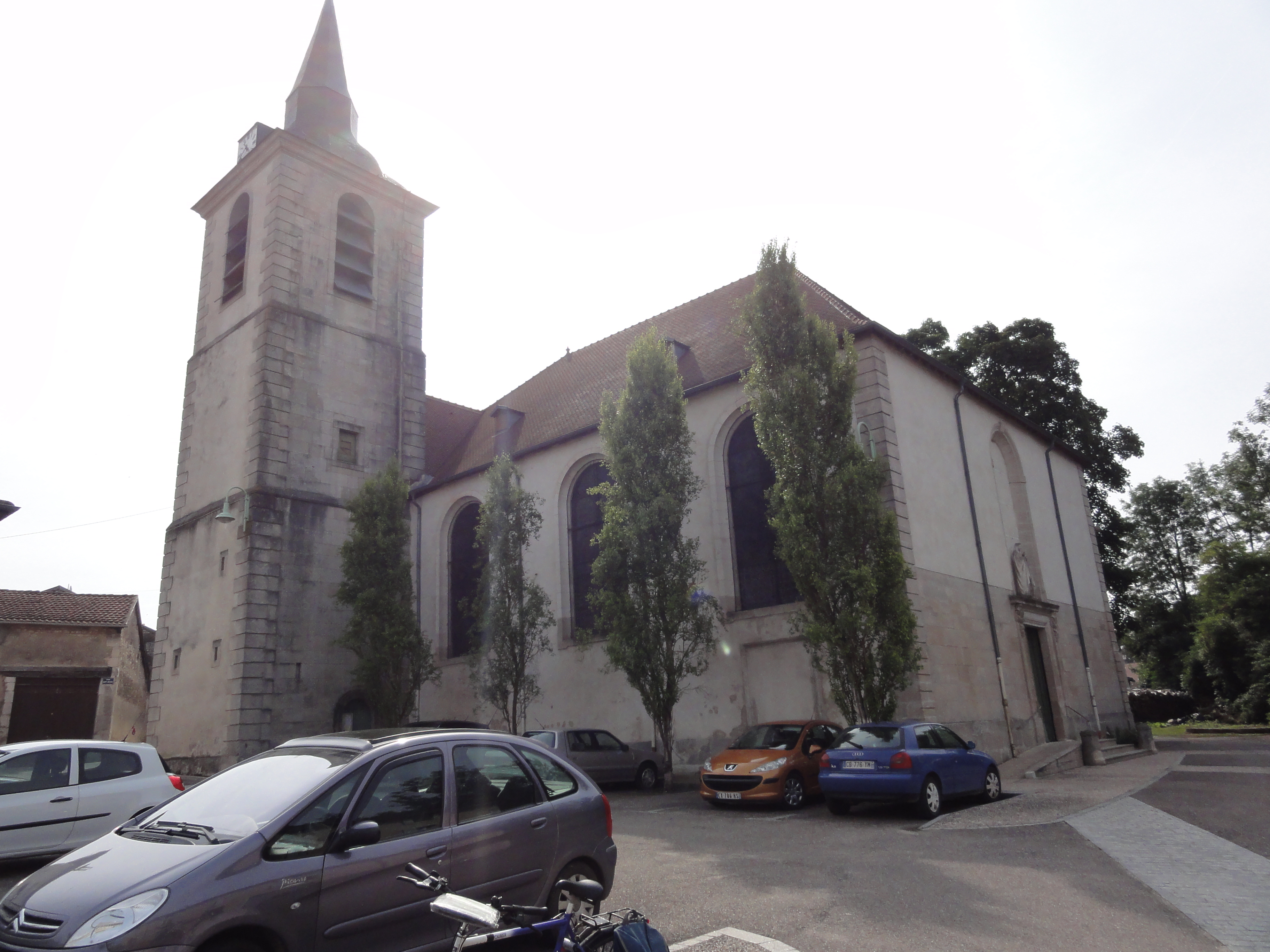
Église Saint-Rémi.
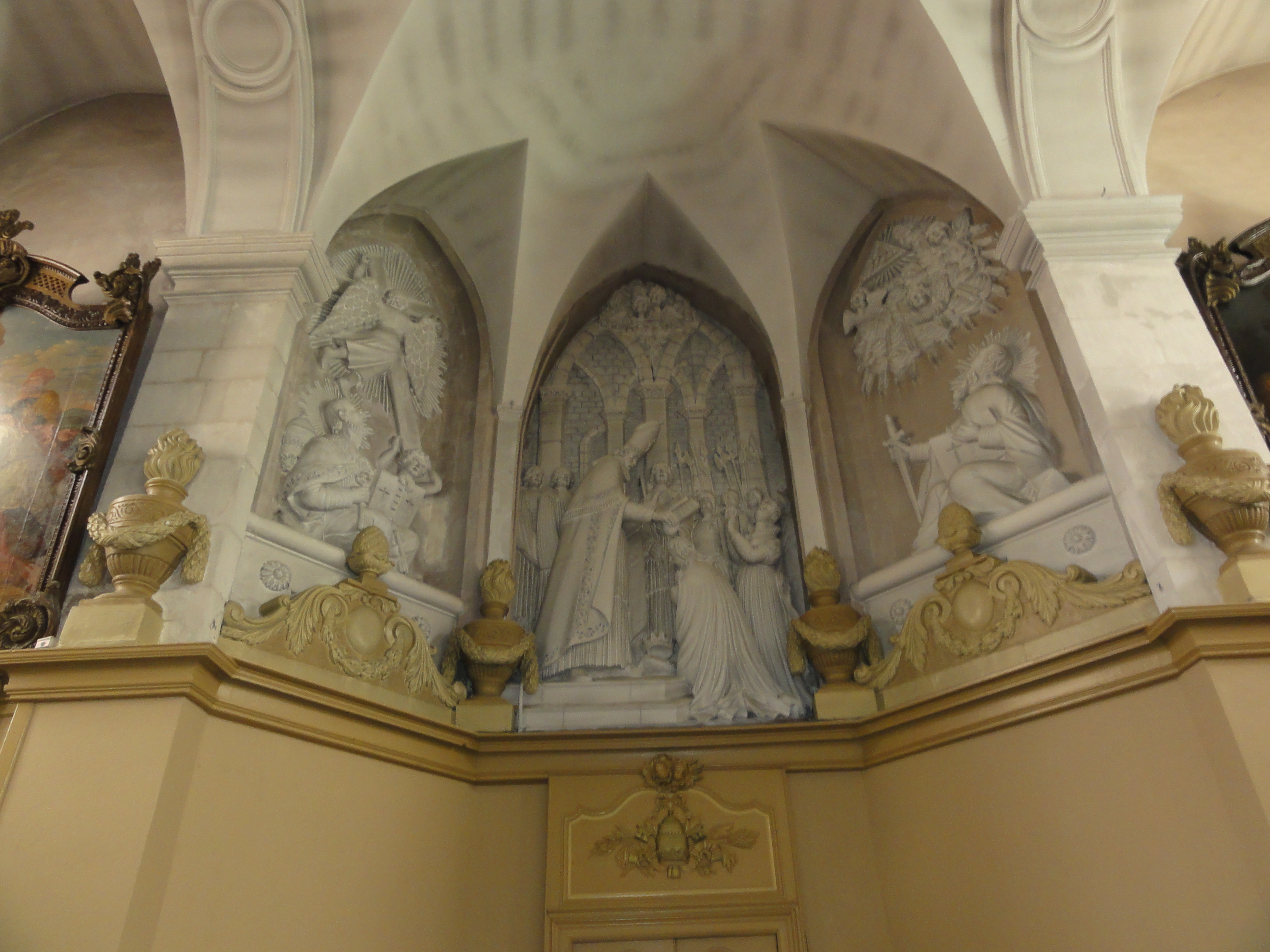
Église Saint-Rémi, sculptures du baptême de Clovis.
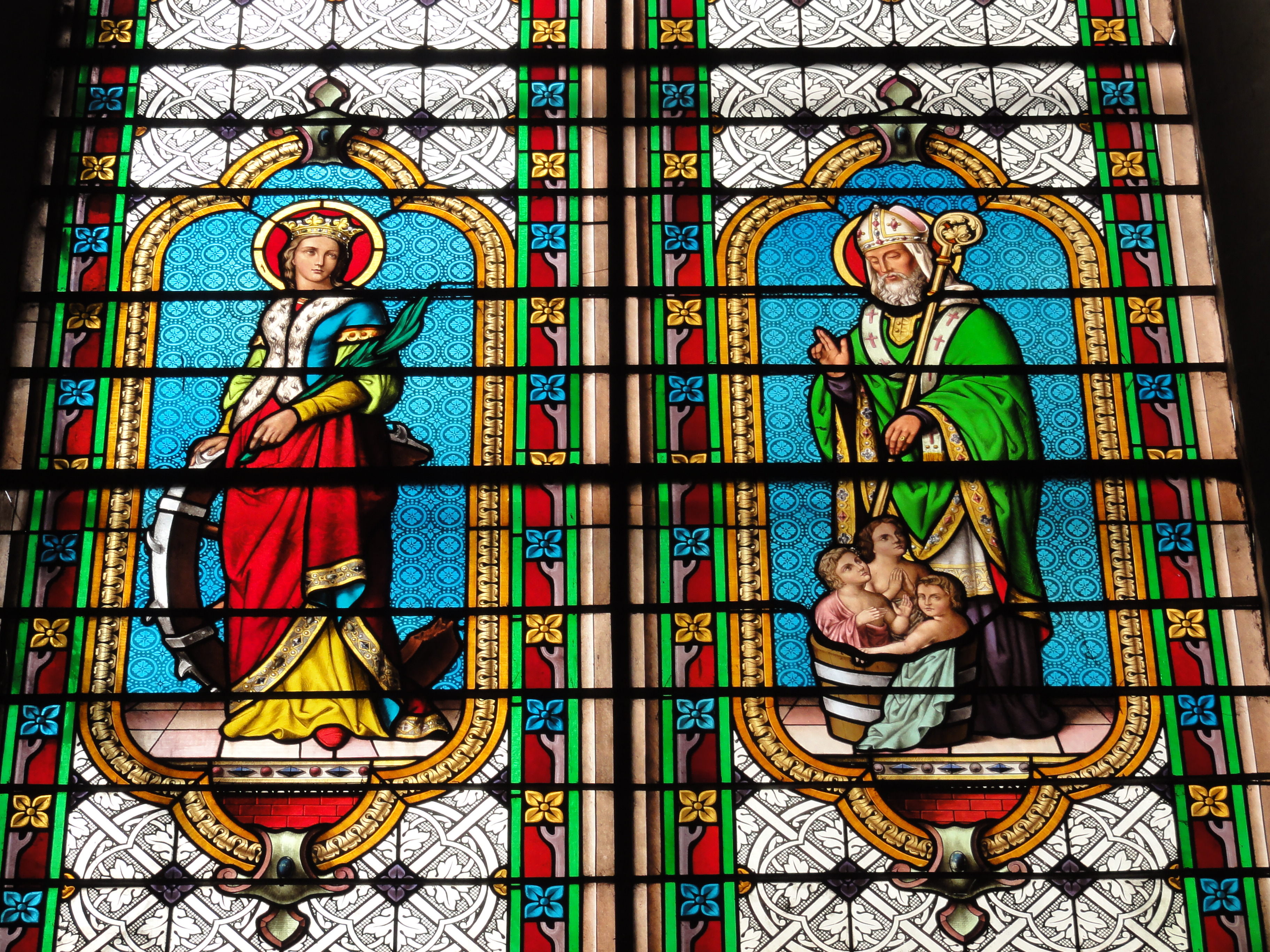
Église Saint-Rémi, un des vitraux.
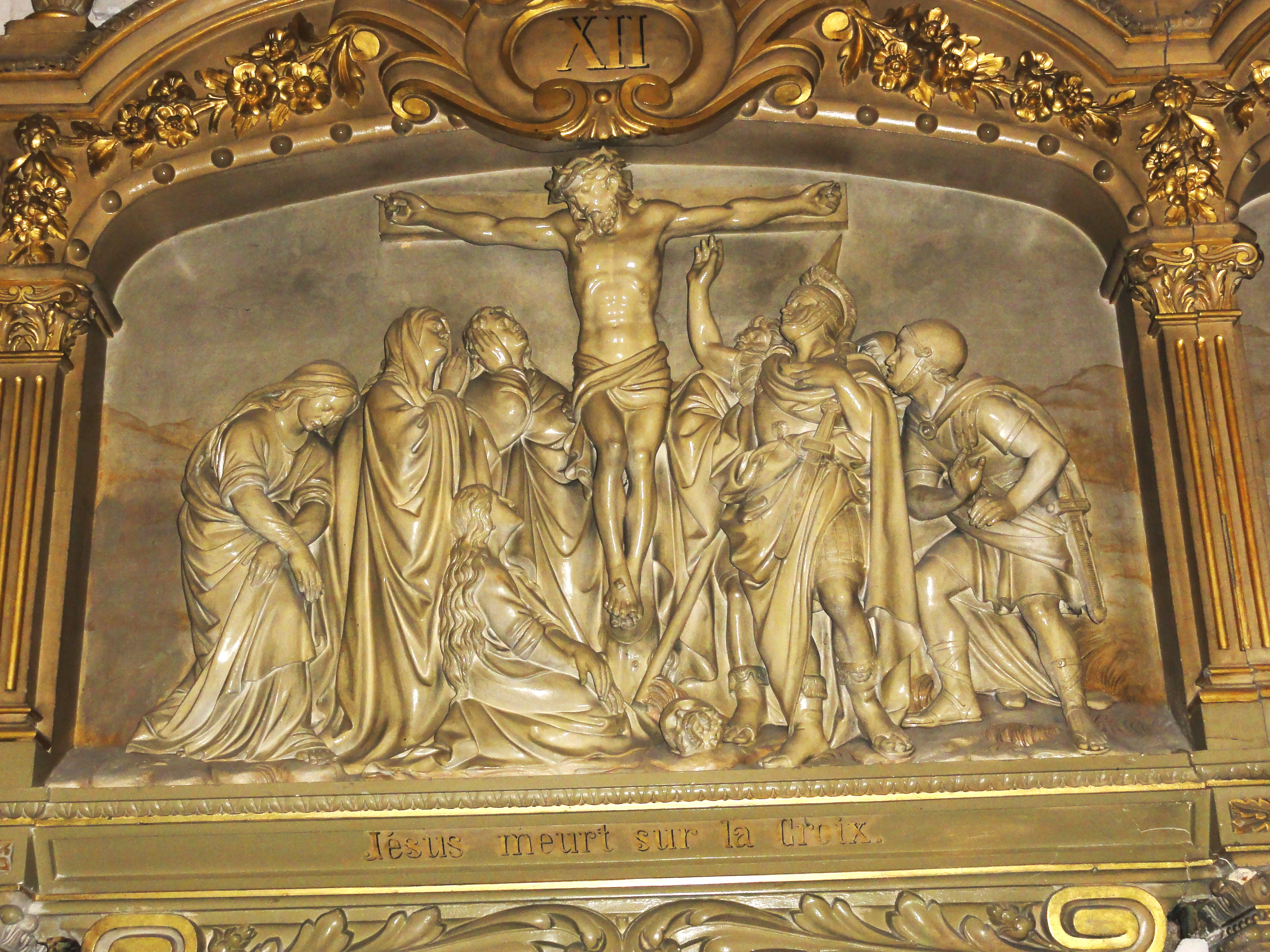
Église Saint-Rémi, chemin de croix, station XII, Jésus meurt sur la croix.
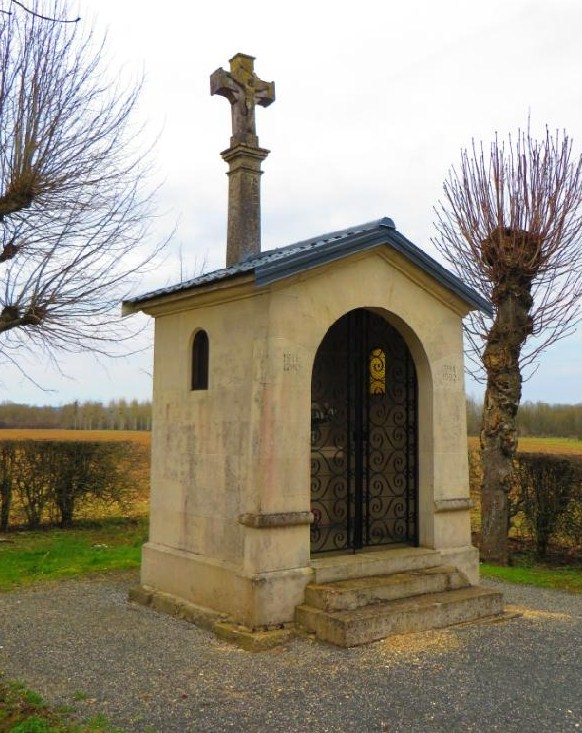
Chapelle du Chana

#### Autres monuments
- L'oppidum de Sorcy-Saint-Martin, site archéologique.
- L'immeuble Brouet, Bas relief représentant Saint-Jean provenant de l'église primitive Saint-Jean-de-Châtel recueilli par un habitant qui l’incrusta dans le mur de sa maison, édifice classé au titre des monuments historiques depuis 1927[33].
- Le carré militaire au cimetière.
- Le monument aux morts dans l'allée d'accès au cimetière.
- Plusieurs croix de chemins, dont deux dans l'allée d'accès au cimetière.
- Lavoir sur le petit bras de la Meuse.

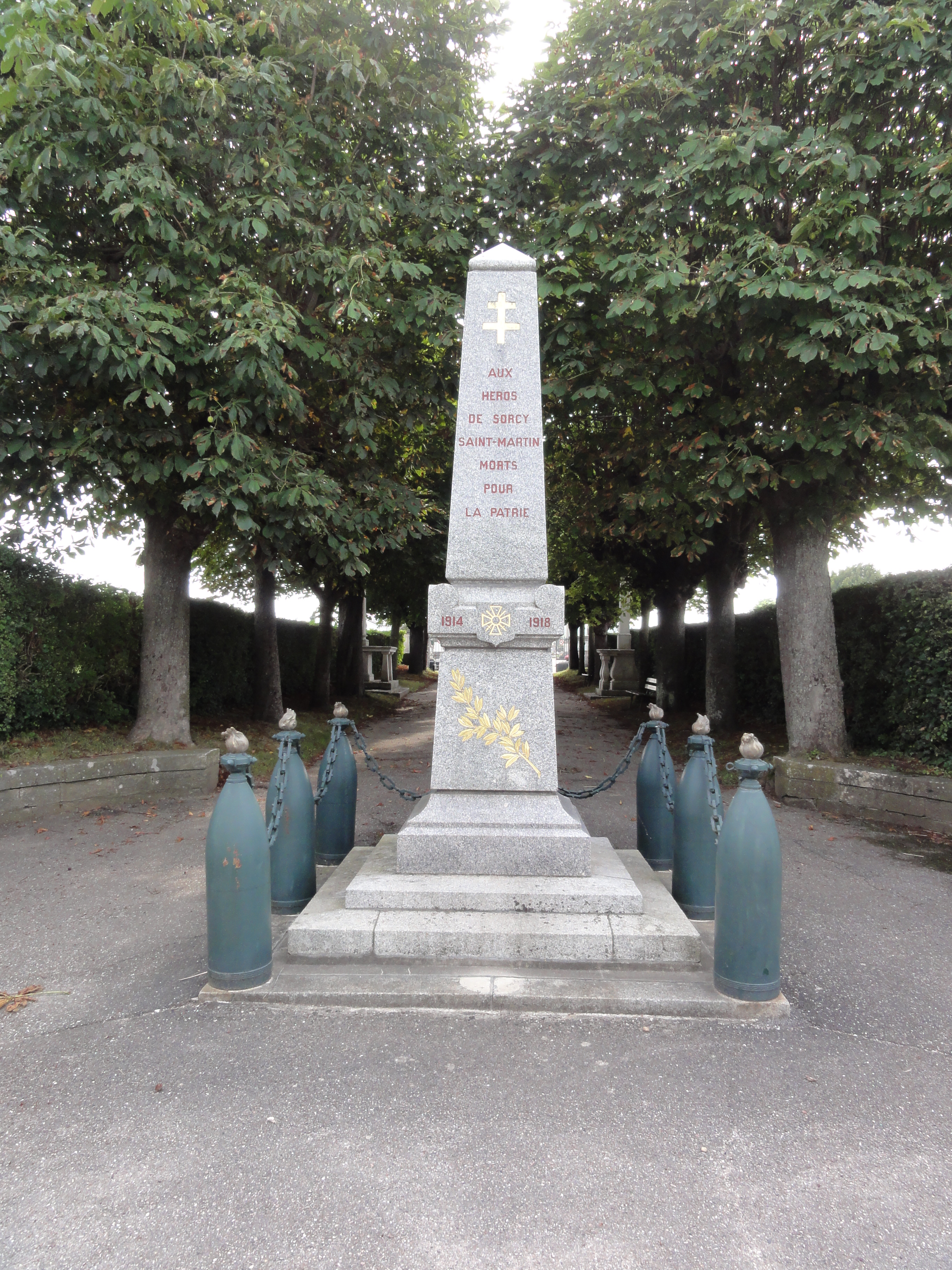
Monument aux morts.
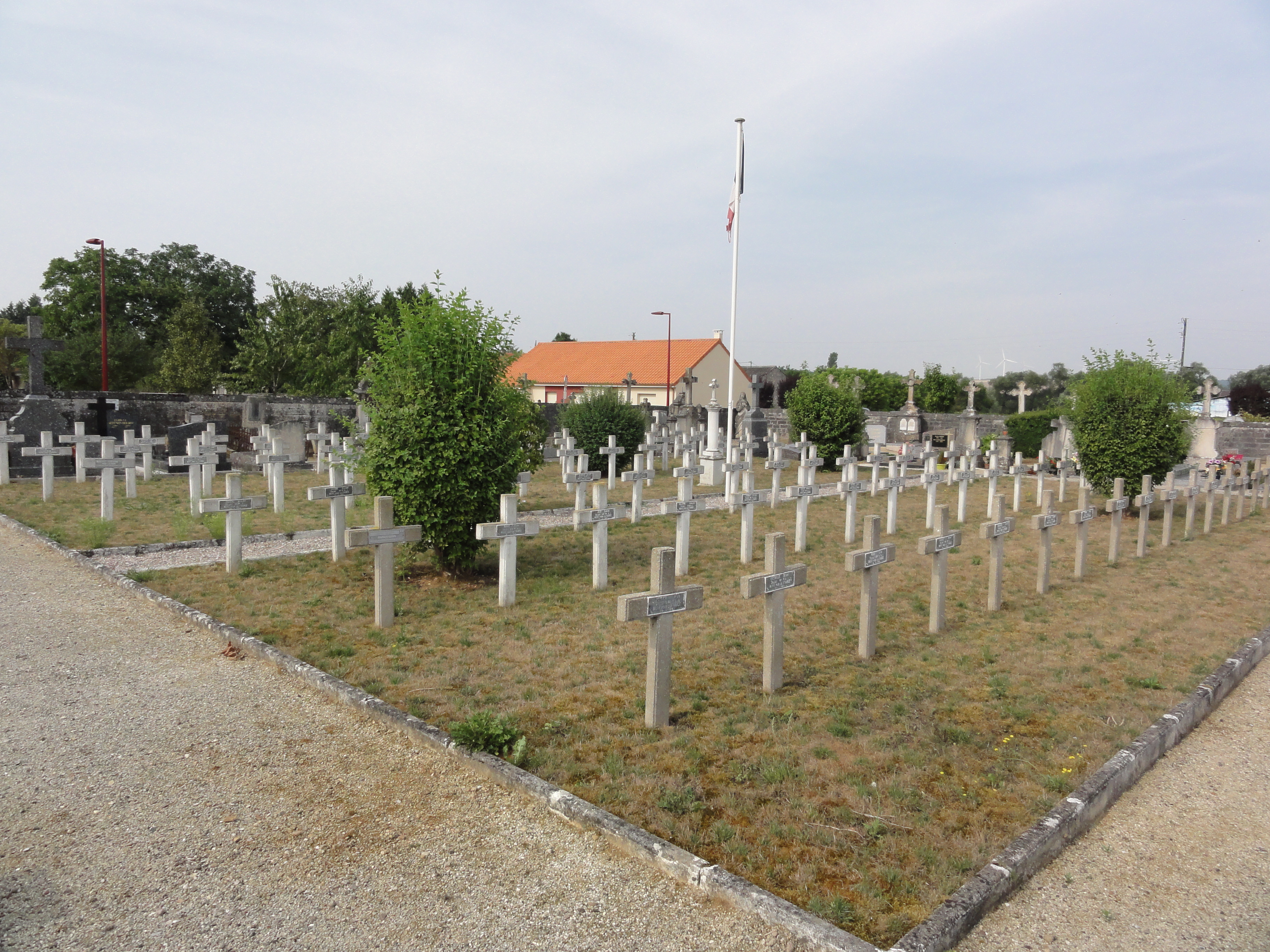
Carré militaire au cimetière.
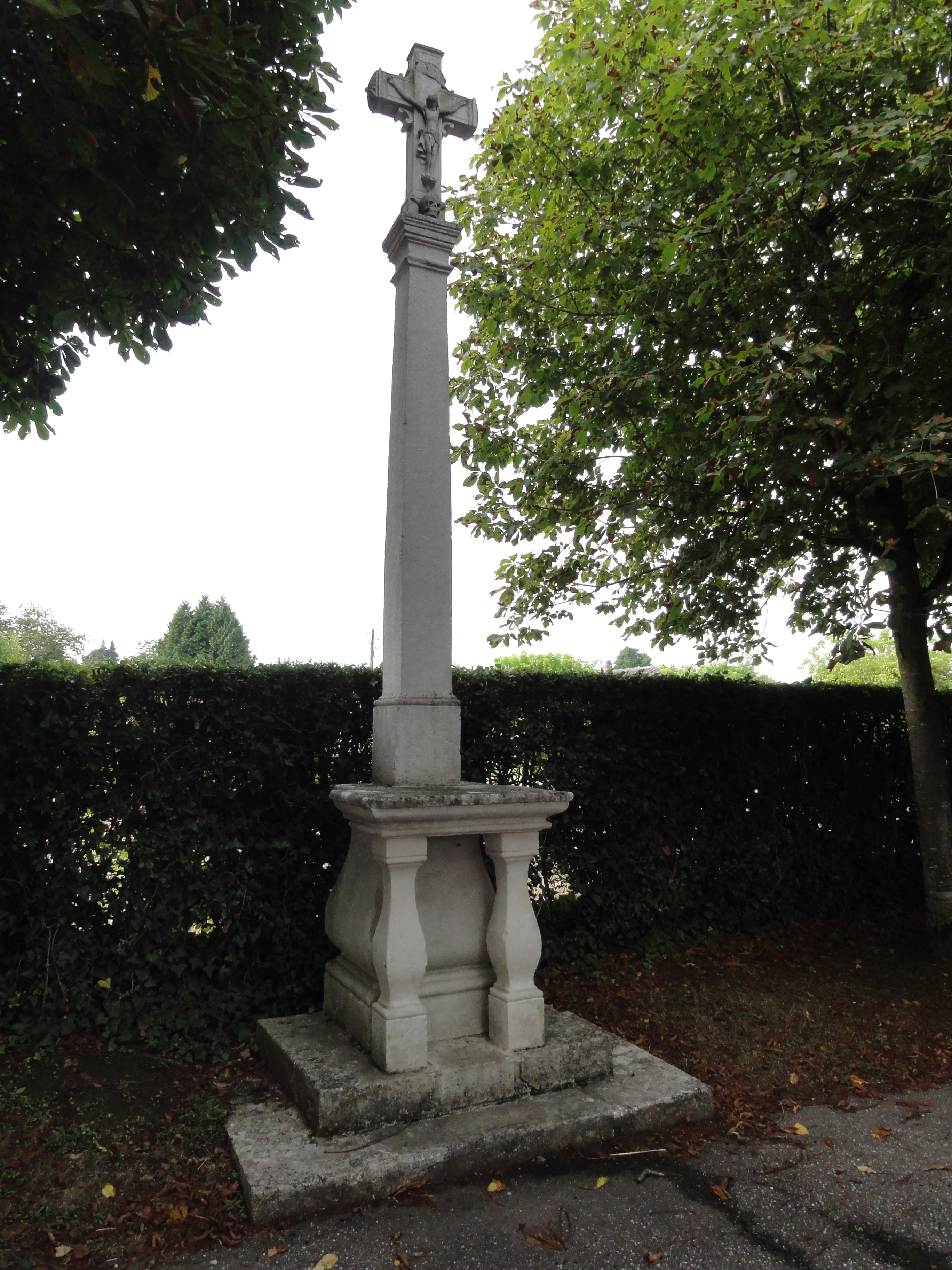
Un des deux croix, accès au cimetière.
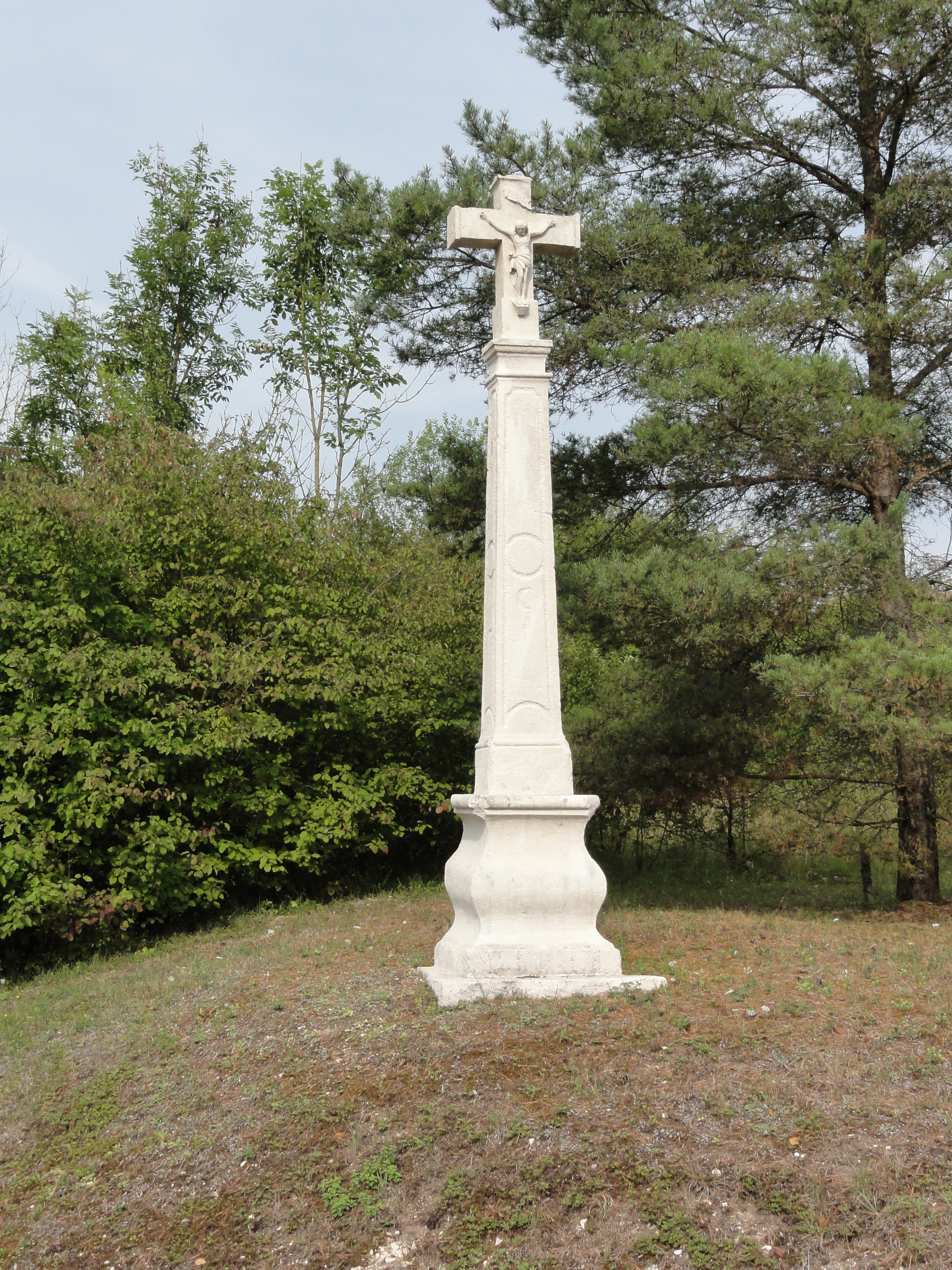
Croix de chemin D10 près de Sorcy-gare.
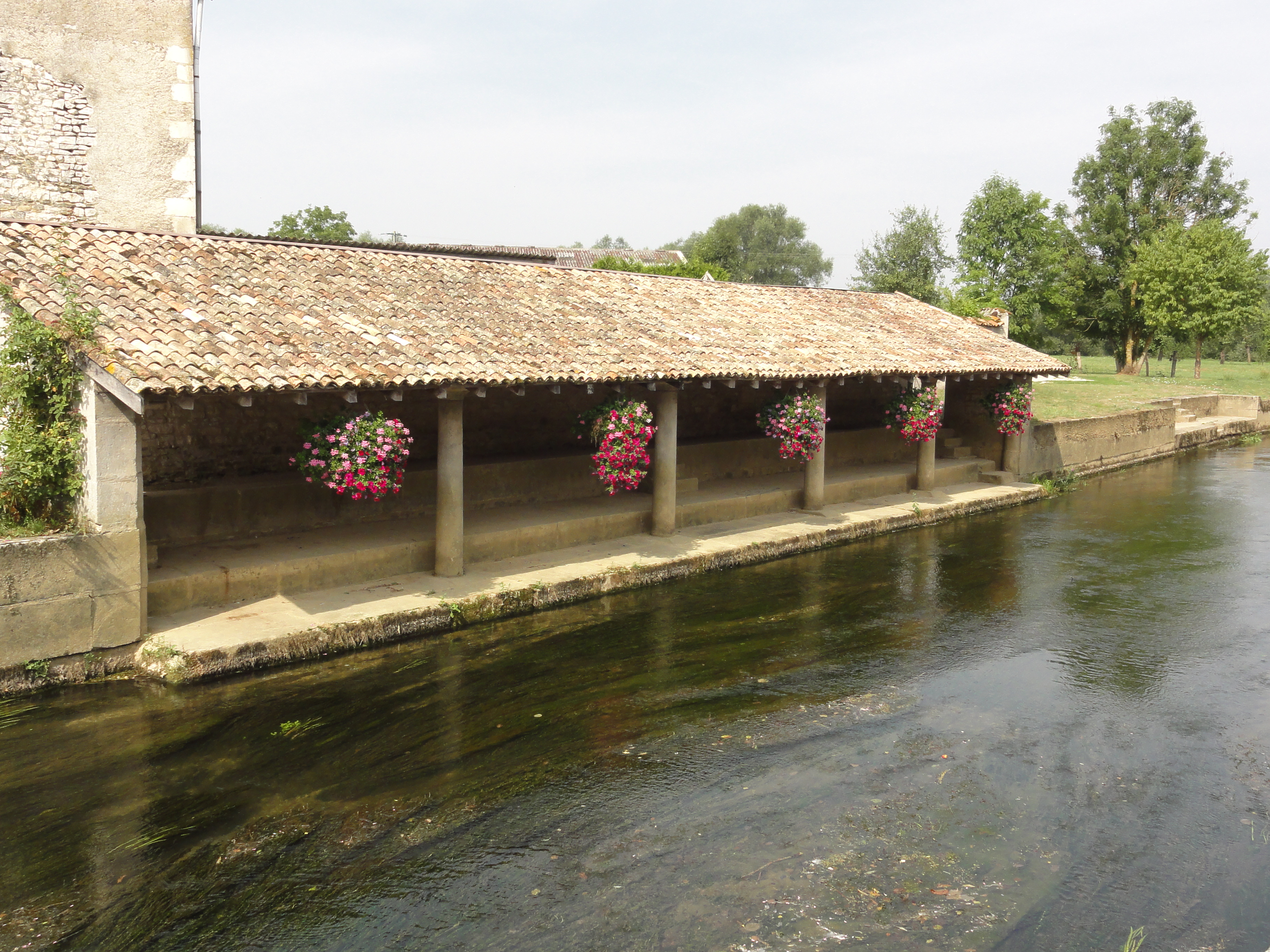
Lavoir sur le petit bras de la Meuse.
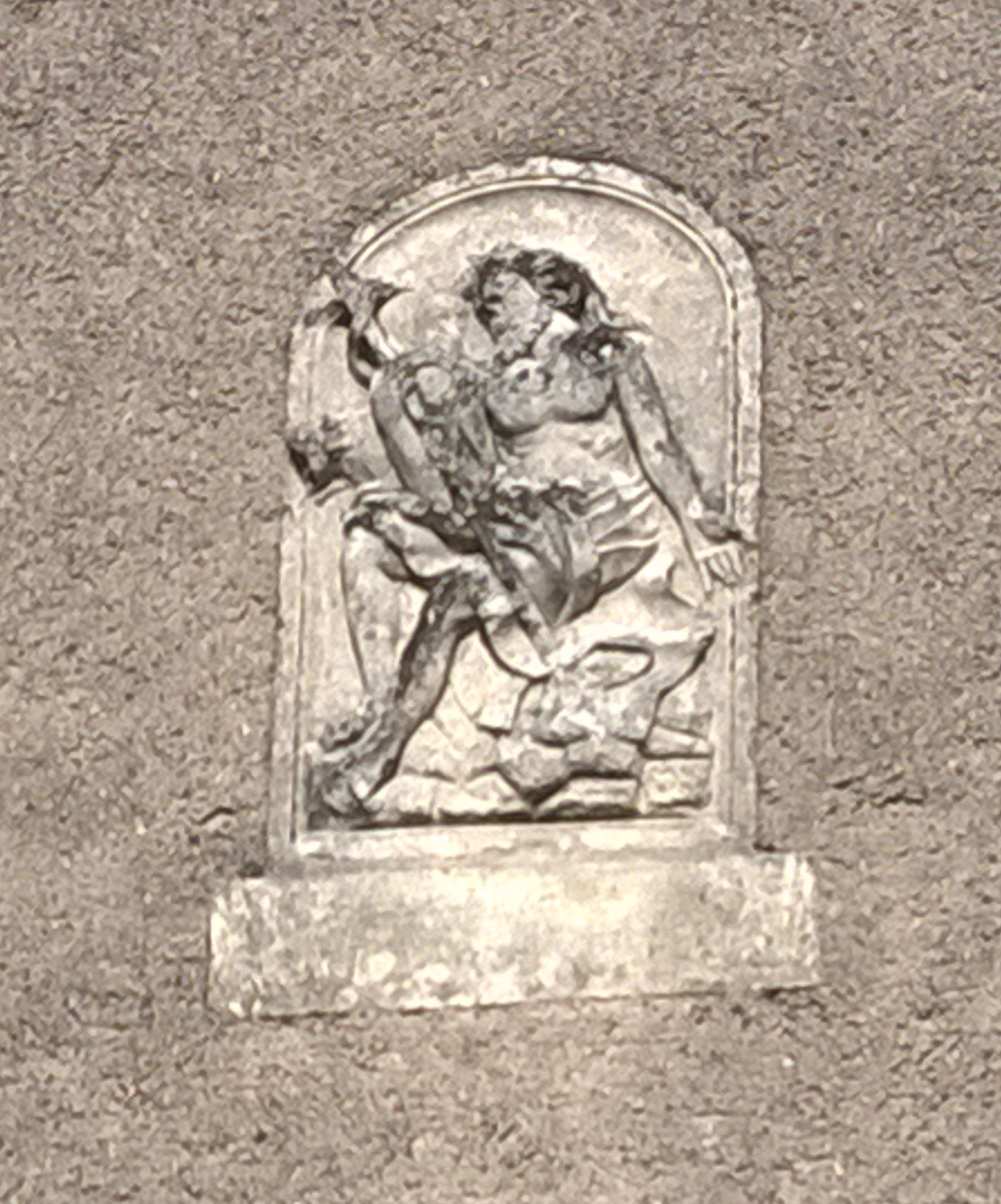
Bas relief de l'immeuble Brouet.

### Personnalités liées à la commune
- Félicité de Choiseul-Meuse, écrivaine.
- Eudes II de Sorcy, évêque de Toul de 1220 à 1228.